# Crinifer zonurus
Il turaco grigio orientale o schizoro chiassoso orientale (Crinifer zonurus Rüppell, 1835) è un uccello della famiglia Musophagidae.

## Sistematica
Crinifer zonurus non ha sottospecie, è monotipico.

## Distribuzione e habitat
Questo uccello vive nell'Africa centro-orientale, dal Ciad e l'Etiopia a nord fino alla parte orientale della Repubblica Democratica del Congo e la Tanzania a sud. Più a ovest è presente anche nella Repubblica Centrafricana e nel Camerun.